# Aweer jezik
Aweer jezik (aweera, bon, “boni”, ogoda, sanye, waata, wata, wasanye, waboni, wata-bala; ISO 639-3: bob), afrazijski jezik istočnokušitske skupine, podskupine rendille-boni, kojim govori 8 000 ljudi u Keniji, u jedanaest ili više sela u provincijama Coast i North Eastern. Nije poznato govori li ga još netko u Somaliji gdje živi oko 200 pripadnika naroda Boni
Ne smije ga se brkati s jezicima Sanye (Waat) [ssn] iz skupine Oromo ili južnokušitskim Dahalo (Sanye) [dal]. Pismo: latinica.

## Vanjske poveznice
- Ethnologue (14th)
- Ethnologue (15th)